# Michal Viewegh
Michal Viewegh  (* 31. března 1962 Praha) je český spisovatel a publicista.
Je držitelem Ceny Jiřího Ortena z roku 1993 a je nejúspěšnějším českým porevolučním spisovatelem, s více než milionem prodaných výtisků. Řada jeho novel či románů byla také zfilmována.

## Život
Vieweghova matka Slávka je právnička, otec Josef (zemřel 2006) byl inženýr-chemik. Roku 1968 se rodina přestěhovala do Sázavy, kde byl Josef Viewegh zaměstnán jako technolog ve sklárnách a později se stal starostou.
V roce 1980 Michal Viewegh odmaturoval na gymnáziu v Benešově. Následné studium ekonomie na VŠE nedokončil, místo toho vystudoval češtinu a pedagogiku na Filozofické fakultě Univerzity Karlovy, kde absolvoval roku 1988.
Již od začátku svého studia v roce 1983 publikoval povídky v Mladé frontě. Po dokončení vysoké školy se krátce věnoval vystudovanému oboru, učil na základní škole v Praze 5 – Zbraslavi, ale už v roce 1993 učitelské povolání opustil. Stal se na dva roky redaktorem v nakladatelství Český spisovatel, pak definitivně spisovatelem z povolání.
Kromě románů je i autorem literárních parodií (Nápady laskavého čtenáře, 1993). V roce 1993 mu byla udělena prestižní Cena Jiřího Ortena.
Je prvním českým spisovatelem, který si vyzkoušel psaní románu spolu se čtenáři na Internetu v díle Blogový román Srdce domova, který je zároveň otevřenou školou tvůrčího psaní, vznikající mezi srpnem a prosincem roku 2009. Michal Viewegh však přiznává, že spisovatelství je osamělé povolání, při kterém tráví s počítačem i 10 hodin sám.
Dne 10. prosince 2012 u něj došlo k disekci aorty, ležel v ohrožení života v IKEM, nakonec byl jeho stav stabilizován. Poté se rehabilitoval na klinice Malvazinky. Uváděl, že trpí melancholií a výpadky paměti, měl problém začít zase pracovat. Přiznal ale, že tato událost mu pomohla si uvědomit relativitu některých problémů: „Dívám se do zahrady a najednou se vnitřně zklidním a připomenu si, že 90 % lidí s prasklou aortou nepřežije. Už nesleduju kritiku, bulvár ani politiku. Nenakupuju, nic nesháním.“ Svou traumatickou zkušenost posléze umělecky zpracoval v knize Biomanžel.
Má dva bratry. Josef Viewegh (ml.) je režisér a producent.
Michal Viewegh byl dvakrát ženatý, nejdřív s Jaroslavou roz. Mackovou do roku 1996, později si v roce 2002 vzal Veroniku, roz. Kodýtkovou. Má tři dcery, z prvního manželství Michaelu (*1983) a z druhého Sáru (*2003) a Barboru (*2005). Většinu života žije v Sázavě. V roce 2015 se podruhé rozvedl. V současné době žije s přítelkyní, která pochází z Ukrajiny.

## Ocenění
V roce 1993 získal za knihu Báječná léta pod psa cenu Jiřího Ortena. V roce 2005 získal čtenářskou cenu Magnesia Litera za knihu Vybíjená. Roku 2013 získal cenu Český Bestseller za knihu Mráz přichází z Hradu.

## Dílo

### Romány
- Báječná léta pod psa, 1992 – autobiografický román, zachycující atmosféru v Československu od doby normalizace až po pád komunismu; zfilmováno 1997 (Báječná léta pod psa, režie Petr Nikolaev)
- Výchova dívek v Čechách, 1994 – tragická love story o zbraslavském učiteli, který přijme nabídku podnikatele Krále, aby dával jeho dceři kurz tvůrčího psaní, vztah Beáty s učitelem se postupně vyvíjí; zfilmováno 1996 (Výchova dívek v Čechách, režie Petr Koliha)
- Účastníci zájezdu, 1996 – základem zápletky je setkání velmi rozdílných lidí na autobusovém zájezdu do Itálie; zfilmováno 2006 (Účastníci zájezdu, režie Jiří Vejdělek)
- Zapisovatelé otcovský lásky, 1998 – román o rodině mladého devianta
- Román pro ženy, 2001 – zfilmováno 2005 (Román pro ženy, režie Filip Renč)
- Báječná léta s Klausem, 2002 – volné pokračování úspěšných Báječných let pod psa
- Případ nevěrné Kláry, 2003 – populární spisovatel si najme soukromého detektiva na sledování svojí manželky; zfilmováno 2009 (Případ nevěrné Kláry, režie Roberto Faenza)
- Vybíjená, 2004 – osudy několika spolužáků z gymnázia od jejich mládí až do čtyřicítky; zfilmováno 2015 (Vybíjená, režie Petr Nikolaev)
- Tři v háji, 2004 – společné dílo Haliny Pawlowské, Ivy Hercíkové a Michala Viewegha
- Román pro muže, 2008 – román o ženském zklamání ze světa řízeného přestárlými kluky, ale také bilancující, mnohdy až sebeironickou reflexí úspěšného spisovatelství; zfilmováno 2010 (Román pro muže, režie: Tomáš Bařina)
- Biomanželka, 2010
- Mafie v Praze, 2011
- Mráz přichází z Hradu, 2012
- Biomanžel, 2015 – volné pokračování bestselleru Biomanželka
- Melouch, 2016
- Převážně zdvořilý Leopold, 2020
- Dula, 2021 – třetí díl pomyslné trilogie (Biomanželka, Biomanžel)

### Novely
- Názory na vraždu, 1990 – autorova knižní prvotina, kniha s detektivní zápletkou
- Lekce tvůrčího psaní, 2005 – v této knize zúročil zkušenosti z lekcí tvůrčího psaní, které vyučuje na Literární akademii Josefa Škvoreckého
- Andělé všedního dne, 2007 – novela se zachycenými zkušenostmi se smrtí svého otce, vydalo nakladatelství Druhé město
- Muž a žena (Čarodějka z Křemelky a Family frost), 2018

### Literární parodie
- Nápady laskavého čtenáře, 1993 – soubor parodií na známé české i světové autory
- Nové nápady laskavého čtenáře, 2000 – druhý díl souboru literárních parodií

### Povídky
- Povídky o manželství a o sexu, 1999 – zfilmováno pod názvem Nestyda, 2008 (režie Jan Hřebejk)
- Krátké pohádky pro unavené rodiče, 2007
- Povídky o lásce, 2009
- Bůh v renaultu, 2017
- Povídky o nelásce, 2019

### Audioknihy
- Mafie v Praze, 2012, vydavatelství Audiotéka
- Mráz přichází z Hradu, 2013, vydavatelství Audiotéka
- Zpátky ve hře, 2015, vydavatelství Audiotéka
- Biomanželka, 2015, vydavatelství Audiotéka
- Biomanžel, 2015, vydavatelství Audiotéka
- Melouch, 2017, vydavatelství Audiotéka, načetl Otakar Brousek ml.
- Bůh v renaultu, 2017, vydavatelství Audiotéka, načetl Jiří Dvořák

### Fejetony
- Švédské stoly aneb Jací jsme, 2000 – sbírka novinových fejetonů
- Na dvou židlích, 2003 – sbírka z fejetonů psaných do Lidových novin v letech 2002–2003
- Mým vrstevníkům a jiné fejetony, 2019

### Biografie
- Báječný rok, 2006 – deník autora za rok 2005, kdy celou dobu nekomunikoval s novináři
- Další báječný rok, 2011 – deník autora za rok 2010
- Můj život po životě, 2013 – autobiografické zápisky o rekonvalescenci po prodělané srdeční příhodě
- Zrušený rok – Deník 2020, 2021

### Drama
- Růže pro Markétu aneb Večírky revolucionářů, 2004 - divadelní hra o Sametové revoluci

## Boj s bulvárem
Michal Viewegh bojuje s bulvárním tiskem dlouhodobě soudní cestou kvůli svému právu na ochranu osobnosti a právu na přiměřené zadostiučinění za zveřejňování nepravdivých a difamačních informací.
Společně s hercem Markem Vašutem iniciovali v roce 2009 petici proti nevybíravým praktikám českého bulváru – Vzkaz bulváru a výzva kolegům. Připojila se k ní řada významných umělců.
V roce 2012 uznal Ústavní soud ČR jeho stížnost, že odškodnění ve výši 200 tis. korun není dostatečné za porušení jeho práva na respekt k lidské důstojnosti a právo na respekt k soukromému životu. Žaloval deník Aha! za článek "Má tajnou milenku" a další takové publikované dne 5. prosince 2004.

### Rozhovory
- Rozhovor v Lidových novinách, z 4. května 2002
- Rozhovor v pořadu 13. komnata České televize, z 5. června 2009
- Rozhovor k filmu Andělé všedního dne, z 25. září 2014
- Rozhovor v pořadu Osobnost plus, z 2. dubna 2016